# Club Liga Nacional del Peru
OClub Liga Nacional del Perú, é um clube peruano da cidade de Lima de voleibol, que foi semifinalista no Campeonato Sul-Americano de Clubes de 2014 no Brasil.

## Histórico
Em 2014, não houve  equipe qualificada da Liga Nacional Superior de Voleibol do Peru 2013-14, então, a Federação Peruana de Voleibol, decidiu enviar a Seleção Peruana Sub-23  que conquistou o a medalha de ouro nos Jogos Bolivarianos, e com o nome de Club Liga Nacional del Perú disputou o Campeonato Sul-Americano de Clubes em Osasco e no elenco estavam Ángela Leyva, Clarivett Yllescas, Karla Ortíz, Shiamara Almeida, Maguilaura Frías, Andrea Urrutia, Luciana del Valle, Mabel Olemar, María de Fátima Acosta, Alexandra Muñoz, Coraima Gómez e Grecia Herrada. e terminaram na quarta posição

### Títulos e resultados conquistados
Campeonato Sul-Americano de Clubes
- Quarto lugar:2014